# Copains d'avant
Cet article possède un paronyme, voir Le Copain d'avant.
Copains d'avant est un site Web français de réseautage social édité par CCM Benchmark Group. Créé en 2001, il permet aux participants de retrouver d'anciens camarades avec qui ils ont partagé leur scolarité (à l'école primaire, au collège, au lycée et dans les cursus universitaires), ainsi que leurs activités associatives et professionnelles (entreprises, administrations).

## Présentation
L'inscription au site permet d'accéder au détail des profils des membres. Elle nécessite de remplir un formulaire mentionnant identité et établissements fréquentés.
Le site dispose d'une messagerie électronique interne et permet de partager des photos. Le site a été gratuit de 2001 à 2004, année où il est devenu payant pour finalement redevenir gratuit en 2005[réf. nécessaire].
Au début de l'année 2008, le site met en place de nouvelles fonctionnalités gratuites qui lui font dépasser largement son cadre initial de site de retrouvailles, puisqu'il permet maintenant à tout membre d'afficher ses goûts culturels (musique, cinéma, lectures, etc.) et de voir combien et quels autres membres les partagent. Ces nouveautés sont largement inspirées de fonctionnalités présentes sur Facebook et MySpace.
Dix millions de personnes étaient inscrites sur le site en 2008, ce qui en faisait le premier site de réseau social en France[réf. nécessaire]. En 2009, selon une enquête de l'IFOP parue dans les Échos, Copains d’avant devance encore nettement Facebook en nombre d'inscrits au sein de la population française. En 2016, malgré une certaine érosion de son audience, le site demeure le troisième réseau social ayant le plus grand nombre de membres en France d'après une étude réalisée par Médiamétrie.